# Kloosterkapel Sint-Jozef
De Kloosterkapel Sint-Jozef is een kapel in Oijen in de gemeente Oss in de Nederlandse provincie Noord-Brabant. Op ongeveer 50 meter naar het noordwesten ligt er een begraafplaats met ernaast de Sint-Servatiuskerk.
De kapel is opgedragen aan Sint-Jozef.

## Geschiedenis
Rond 1893 schonken de dames Smits van Oijen een bedrag en een terrein om een bejaardenopvang en school te bouwen. 
In 1898 werd de Sint-Jozefkapel gebouwd als onderdeel van het Sint-Jozefklooster dat op verhoogd terrein werd aangelegd wegens de regelmatig hoge waterstanden van de Maas. Het klooster werd betrokken door de Zusters van Liefde uit Schijndel.

## Opbouw
De bakstenen kapel is opgetrokken in neogotische stijl en is noordoost-zuidwest gepositioneerd. Het eenbeukige gebouw is een eenvoudig zaalkerkje met driezijdige sluiting en wordt gedekt door een zadeldak. In de gevels zijn spitsboogvensters aangebracht.

## Gebruik
In 1993 verliet de laatste zuster het klooster en raakte de kapel in onbruik. Hij werd in 2016 gerestaureerd en kan sindsdien gehuurd worden voor bijeenkomsten zoals huwelijksplechtigheden en afscheidsdiensten.